# Gecsényi Lajos
Gecsényi Lajos (Tápiósüly, 1942. június 2. –) magyar levéltáros, történész, címzetes egyetemi tanár.

## Élete
Gecsényi Lajos 1942. június 2-án született Tápiósülyben Gecsényi Lajos és Losonczi Katalin gyermekeként.
1956–1960 között a nagykátai Damjanich János Gimnáziumban tanult. 1960–1962 között az Eötvös Loránd Tudományegyetem Bölcsészettudományi Karának történelem-könyvtár szakán kezdte, majd 1962–1965 között történelem-levéltár szakon fejezte be.
1965–1974 között a Magyar Szocialista Munkáspárt Párttörténeti Intézet Archívumában levéltárosként dolgozott. 1969–1974 között, illetve 1993–1999 között az ELTE BTK megbízott előadója, 1999–2002 között docense volt. 1971-ben bölcsészdoktor, 1994-ben a történettudomány kandidátusa címet szerzett. 1974–1987 között, valamint 1994–1997 között Győrben a megyei levéltár igazgatója volt. 1978–1984 között a győri Műhely című folyóirat alapító főszerkesztője volt. 1985–1992 között a Levéltári Szemle főszerkesztőjeként tevékenykedett. 1987–1994 között Magyarország képviselője volt az Osztrák Állami Levéltárban. 1991–1997 között a Bécsi Napló szerkesztőségi tagja volt. 1991–1996 között a Magyar Levéltárosok Egyesületének választmányi, 1995 óta pedig a Magyar Történelmi Társulat (tagságának kezdete 1964) igazgatóválasztmányi tagja, 1999–2007 között ügyvezető alelnöke volt. 1996–2017 között a Magyar Tudományos Akadémia Történettudományi Bizottságának, valamint a Magyar–Osztrák Történész Vegyesbizottságnak tagja. 1995–1999 között a Történelmi Szemle rovatvezetője, 1999–2006 között a szerkesztő-bizottság tagja, 2005–2012 között felelős szerkesztője. 1997–2008 között a Levéltári Közlemények főszerkesztője volt. 1997–2002 között, illetve 2003–2009 között a Magyar Országos Levéltár főigazgatója volt. 1997–2003 között az Országos Tudományos Kutatási Alapprogramok Bizottságának tagja volt. 1998-tól 11 évig a Nemzeti Kulturális Örökség Minisztériuma Levéltári Kollégiuma elnöke volt. 2001-ben habilitált az Eötvös Loránd Tudományegyetemen. 2001-2007 között a Magyar Tudományos Akadémia közgyűlési képviselője volt. 2002–2003 között a Magyar Tudományos Akadémia Történettudományi Intézetének igazgató-helyettese volt. 2004 óta címzetes egyetemi tanár. 2004-2007 között a Nemzeti Kulturális Alapprogram Bizottságának, 2009-től a Levéltári Kollégiumnak a tagja, illetve utóbbinak vezetője 2011-ig. A Századok c. folyóirat szerkesztő-bizottságának (2007–2011 és 2015–) [forrás?] és a szerkesztőségnek a tagja (2012–2015). Tagja a Nagy Imre Alapítvány kuratóriumának 2003–2017 között. 2010-től nyugdíjas, az MTA Történettudományi Intézetének tudományos főmunkatársa (2010–2012), a magyar-szerb akadémiai vegyes bizottság magyar tagozatának helyettes vezetője (2011-2012), a História Alapítvány elnöke 2011-től. A Világtörténet c. folyóirat felelős szerkesztője.(2011) Az Ungarn-Jahrbuch. Zeitschrift für interdisziplinäre Hungarologie (München-Regensburg), a Lymbus. Magyarságtudományi Közlemények és az Urbs. Magyar Várostörténeti Évkönyv (2017-ig) szerkesztő bizottságának tagja. A Nagy Imre Emlékház mb. igazgatója (2012-2015). A Holocaust Közalapítvány kuratóriumának (2001–2006, 2018–), felügyelő bizottságának (2015–2017) tagja.A Milton Friedmann Egyetem Magyar Zsidótörténeti Intézetének igazgatója (2018–2019).
Kutatási területe a 16-17. század gazdaság- és társadalomtörténete, illetve a 20. században a magyar–osztrák kapcsolatok története.

## Művei
- Bártfa város hegyaljai szőlőgazdálkodása 1485–1563, 1966
- Városi és polgári szőlőbirtokok és borkereskedelem a Hegyalján a XV–XVI. század fordulóján, 1972
- Városi önkormányzat a XVII. században Győrött, 1986
- Győr megye közigazgatása és tisztikara a XVII. században 1988
- Győr vármegye nemesi közgyűlési és törvénykezési jegyzőkönyveinek regesztái  I–III., 1990–2004
- A 16–17. századi magyarországi városfejlődés kérdéséhez (Az erődváros megjelenése), 1991
- Az Edlasperg ügy – Magyar kereskedők bécsi kapcsolatai a 16. század első felében, 1993
- Das ungarische Palais in Wien. Die Botschaft der Republik Ungarn (társszerző), 1994
- Bécs és a hódoltság kereskedelmi összeköttetései a 16. században – Thököly Sebestyén felemelkedésének hátteréhez, 1995
- A magyarok krónikája (szócikkek szerzőjeként), (Összeállította és szerkesztette Glatz Ferenc), 1996
- "Török áruk" és "görög kereskedők" a 16–17. századi királyi Magyarországon, 1998
- Routen, Mauten und Dreißiger in Westungarn im Jahre 1668, 1999
- Iratok Magyarország és Ausztria kapcsolatainak történetéhez 1956–1964, 2000
- Handelsbeziehungen zwischen Ungarn und den süddeutschen Städten am Anfang der frühen Neuzeit, 2001
- A döntést előkészítő hivatalnoki elit összetételéről. A Magyar Kamara vezetői és tanácsosai a 16. században, 2003
- A Szepesi Kamara vezető tisztviselői 1646–1672 között, társszerző Tatjana Guszarovával, 2003
- Sub clausula. Dokumentumok a forradalom történetéhez, társszerkesztő Máthé Gáborral, 2006
- Iratok Magyarország és Ausztria kapcsolatainak történetéhez 1945–1956, 2007
- Gazdaság, társadalom, igazgatás – Tanulmányok a kora újkor történetéből, Budapest/Győr, 2008
- Sub clausula – Dokumentumok két békeszerződés (Trianon, Párizs) történetéből, társszerkesztő Máthé Gáborral, 2008
- Sub clausula – Dokumentumok a politikai rendszerváltozás történetéhez – A Grand Strategy, társszerkesztő Máthé Gáborral, 2009
- Korrupció és harmincadkerülés – A felső-magyarországi harmincadügyről 1648–1660, 2009
- A rejtélyes Thurzó – Thurzó Ferenc a Magyar és az Udvari Kamara elnöke 1549–1563, 2011
- Magyar történettudomány az ezredfordulón – Glatz Ferenc 70. születésnapjára, társszerkesztő Izsák Lajossal, 2011
- Bergauf, bergab. Ungarisch-österreichische Beziehungen 1945–1965, 2011
- Sülysáp az első világháború viharában, szerkesztő: Gecsényi Lajos, Katus Norbert, Zemen Pálné, Sülysáp Város Önkormányzata, Sülysáp, 2014
- A szembenállástól a kiegyezésig – A magyar–osztrák viszony a megbékélés útján (1959–1970), 2013
- Főkonzulok, követek és nagykövetek 1945–1990, társszerkesztő Baráth Magdolnával, BTK Történettudományi Intézet, Budapest, 2015
- Főkonzulok, követek és nagykövetek, 1945–1990, 2. javított kiadás, szerkesztő: Baráth Magdolna és Gecsényi Lajos, MTA BTK Történettudományi Intézet, Budapest, 2016, (Magyar történelmi emlékek Adattárak)
- Nagy Imre első kormányának minisztertanácsi jegyzőkönyvei I. 1953. július 10. – 1954. január 15., társszerkesztő Baráth Magdolnával, 2018
- Dokumentumok Habsburg Ottó és a Magyar Nemzeti Bizottmány kapcsolatához 1948–1950, Levéltári Közlemények, 2018
- Egy "száműzött" az emigrációban – Habsburg Ottó és a magyar emigráció, In: Habsburg Ottó és a rendszerváltozások, Habsburg Ottó Alapítvány, 2021, 59–71. o.
- A magyar–osztrák kapcsolatok, 1945–1990, In: Magyarország külkapcsolatai (1945–1990), BTK Történettudományi Intézet, 2021, 379–408. o.

## Filmjei
- Arcélek (2008) (szereplő)